# Jean Băileșteanu
Jean Băileșteanu (n. 13 februarie 1951, Sălcuța, România – d. 14 aprilie 2018, Craiova, România) a fost un scriitor, membru al Uniunii Scriitorilor din România. Debut editorial: 1975, la Editura „Scrisul Românesc” din Craiova.

## Biografie

### Activitate literară
A publicat, de asemenea, articole și proze în nenumărate reviste, antologii și almanahuri, a fost în conducerea revistelor  „Meridian” și „Exploziv Magazin”, ani de zile a colaborat la Radio Craiova, Radio București etc.
În prezent, are în curs de apariție un Jurnal de scriitor sub dictatură, VIAȚA CA O… PARADĂ.
În 1985, i-a fost jucată la Radio Craiova, de o echipă de actori de la Teatrul Național din Craiova (Ilie Gheorghe în rolul principal), o piesă în două părți, CARTEA CU BUCLUC.
În 1987, după apariția primei ediții a romanului DRUM ÎN TĂCERE, care a scăpat ca prin minune de la topire, a fost chemat la Casa de Filme 1 să scrie un scenariu de film, în două serii, cu țărani, promițându-i-se „o căciulă de bani”. Ceea ce i se cerea să scrie însă, doar trăiam… în plin socialism multilateral dezvoltat, nu era tocmai potrivit pentru persoana numită Jean Băileșteanu care, cu toată duritatea totalitarismului acelor vremi, nu s-a pretat și nu s-a… predat la nici un fel de compromis, neîncântându-l nici banii și nici o anumită poziție socială. Nu a fost membru PCR și a fost urmărit asiduu de securitate.
După ce a scris, totuși, vreo trei variante de scenariu, care n-au fost pe placul oficialităților, a abandonat. Le-a spus că ceea i se cere, nu poate să facă, fiindcă, în primul rând, i-ar fi fost rușine de el și, de asemenea, nu vrea ca omul să dea doi lei la film și, după aceea, să-l înjure. Și nu va scrie niciodată după indicații. A murit inecat cu fasole pe 14 Aprilie 2018 la Craiova.

### Operă
- CLOPOTUL VISELOR, povestiri, Editura Scrisul Românesc, 1975;
- DEALUL LUPULUI, povestiri, Editura Scrisul Românesc, 1978;
- POVEȘTILE DE FIECARE ZI, povestiri, Editura Albatros, 1981;
- DRUM ÎN TĂCERE, roman, Editura Scrisul Românesc, 1987;
- POVESTIRI DE PE DESNĂȚUI, povestiri, Editura Scrisul Românesc, 1988;
- GOANA, roman, Editura Cartea Românească, 1988;
- DRUM ÎN TĂCERE, roman, ediția a II-a, Editura Literatorul, 1990;
- DRUM ÎN TĂCERE, roman, vol. I-II, ediția a III-a, Editura MJM, 1997;
- GENIUL ȘI ÎNCHIPUIREA, roman, Editura MJM, 1997;
- SFÂNTUL DRAC sau JUDECATA DE… ACUM, roman, Editura MJM, 1999;
- GOANA, roman, ediția a II-a, MJM, 2001; NUNTA LUI PETRE, Editura MJM, 2002;
- ÎN DRUM SPRE CASĂ, povestiri, Editura MJM, 2003;
- BOLNAV DE CARNAVAL, povestiri, Editura MJM, 2003;
- GENIUL ȘI ÎNCHIPUIREA, roman, ediția a II-a, revăzută și adăugită, Editura MJM, 2003.